# Stagnicola petoskeyensis
Stagnicola petoskeyensis är en snäckart som först beskrevs av Walker 1908.  Stagnicola petoskeyensis ingår i släktet Stagnicola och familjen dammsnäckor. Inga underarter finns listade i Catalogue of Life.